# 聖盧西亞 (聖保羅州)
21°41′06″S 48°05′03″W / 21.68500°S 48.08417°W

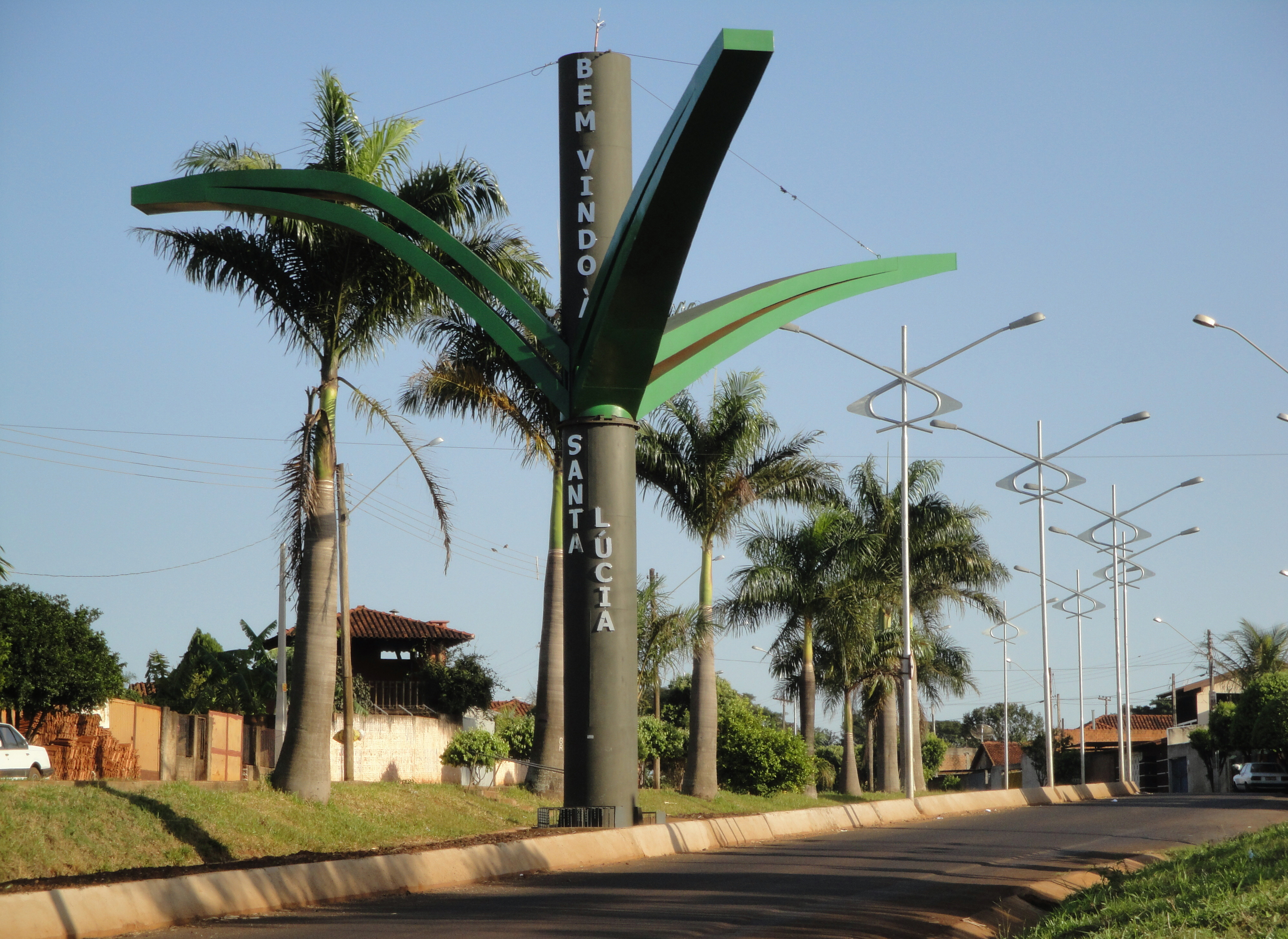
聖盧西亞

聖盧西亞（葡萄牙語：Santa Lúcia），是巴西的城鎮，位於該國南部，由聖保羅州負責管轄，始建於1911年4月4日，面積152平方公里，海拔高度705米，2010年人口8,246，人口密度每平方公里54.14人。